# Aviasport
Aviasport « le magazine du Pilote » est une revue mensuelle traitant d'aéronautique.

## Généralités
Revue de référence de la presse aéronautique française, Aviasport "le magazine du pilote" a souffert, comme nombre d'autres périodiques, de la crise de la presse écrite. Créée en 1954, elle n'est reste pas moins encore la référence et la plus ancienne des revues consacrées au sport aéronautique de loisirs.
Son numéro 1, daté de mai 1954, se revendique alors comme l'Organe technique mensuel de l'aviation sportive et privée. Il met l'accent sur les thèmes de l'aviation légère, le pilotage, la voltige aérienne, le vol à voile et le tourisme aérien. Son créateur et premier rédacteur en chef est Raymond Sirretta. De 1966 jusqu'à son décès au début des années 1990, Aviasport est dirigé par Jean Eyquem, initialement journaliste parlementaire, mais surtout président d'aéro-club, entraîneur de l'équipe de France de voltige aérienne et fondateur de l'APPA, l'Association des pilotes propriétaires d'avions, devenue par la suite l'AOPA-France, par affiliation avec l'AOPA (Aircraft Owner and Pilot Association) internationale. Le rédacteur en chef adjoint est Michel Battarel.
L'éditeur d'Aviasport publie également  le bimestriel Vol à Voile magazine (créé en 1983) depuis 1987.
Aviasport et Vol à Voile sont ensuite intégrés dans la société Airpress alors éditrice déléguée d'Info-Pilote (le mensuel de la Fédération française aéronautique) et du bimestriel Experimental.
Après une interruption de parution entre février et avril 2006, la revue a été reprise par la société Story-Production, devenu JAC, groupe de communication qui possède d'autres supports dans la presse professionnelle, Faire-Savoir-Faire et Univers-Habitat. Sa reprise a permis d'assurer la régularité du titre, qui paraît sans discontinuer depuis.
La revue traite des affaires aéronautiques en cours pour la défense des pilotes, l'actualité complète des ULM aux pockets jets, des essais en vols d'avions légers et d'ULM, de récits de voyages extraordinaires.
Parmi les membres de la rédaction, on peut aujourd'hui notamment citer Bernard Chabbert, Lionel Chauprade, Frédéric Lert, Gil Roy et le dessinateur de BD Vincent. L'équipe travaille sous la houlette de Jean Molveau, rédacteur en chef, la commercialisation des espaces publicitaires est assurée par une régie, Fly'Media (André Goldstein).
Aviasport tire aujourd'hui à 15 000 exemplaires par mois avec plus de 5 000 abonnés et 4 500 ventes mensuelles en kiosques. Cela fait de cette revue la revue la plus diffusée et la plus lue du secteur aéronautique en France. Ses lecteurs sont à plus de 95 % masculins et de catégories socio-professionnelles supérieures.